# Vie politique à Draguignan
 (juillet 2023).
Pour un article plus général, voir Draguignan.
La ville de Draguignan a connu une évolution assez singulière : cette ville fut en effet fortement ancrée à gauche durant tout le XIXe siècle et la plus grande partie du XXe siècle, avant de brusquement voter à droite à la fin des années 1980.
Les développements qui suivent se veulent une photographie objective et dépassionnée de la vie politique dracénoise depuis 1848 (date du rétablissement du suffrage universel) jusqu'à nos jours.
Sont cités les résultats des élections politiques suivantes : élections présidentielles (depuis 1965), élections législatives, élections européennes (depuis 1979), élections régionales (depuis 1986), élections cantonales, élections municipales, référendums.

## De 1848 à 1983: une vie politique dominée par la Gauche

### La Troisième République (1870-1940)

#### Considérations générales
La vie politique est dominée par :
- Georges Clemenceau, député puis sénateur de la circonscription ;
- Achille Chaffary (Radical-socialiste), maire de 1876 à 1877 ;
- Honoré Samglar ;
- Oscar Michel ;
- Félicien Clavier (radical-socialiste) : maire de 1881 à 1912 ; « Recordman » des mandatures, il a été maire durant 31 ans.  Une rue de la ville porte son nom (on accède au collège Ferrié, construit en fin de son dernier mandat, par cette rue).
- Gustave Fourment (SFIO) : maire de 1912 à 1919

- Achille Ditgès (radical-socialiste) : maire de 1919 à 1925. Achille Ditgès était maître d'hôtel, né à Draguignan le 27/10/1858 et mort à Châteauneuf-de-Grasse le 20/02/1951[1].
- Joseph Collomp (SFIO) : maire de 1925 à 1940

Il est l'un des 80 députés qui votent contre l'attribution des pleins pouvoirs au maréchal Pétain en juin 1940.

#### Élections législatives d'août-septembre 1893
1er tour (20 août 1893)
- Inscrits : 25 380
- Suffrages exprimés : 15 218 (dans la circonscription)
- Georges Clemenceau : 6 634 voix  (dans la circonscription)
- Joseph Jourdan (avocat à Marseille) : 4 686 voix  (dans la circonscription)
- Vincent (ouvrier cordonnier, maire de Flayosc) : 1 702 voix  (dans la circonscription)
- Maurel (ancien député) : 1 018 voix  (dans la circonscription)
- F. Rouvier (directeur de journal) : 481 voix  (dans la circonscription)
- Engelfred (ingénieur) : 257 voix  (dans la circonscription)
- A. Antelme (officier retraité) : 192 voix  (dans la circonscription)

2d tour (3 septembre 1893)
- Inscrits :
- Suffrages exprimés :
- Georges Clemenceau : X voix (dans la circonscription)
- Joseph Jourdan (avocat à Marseille) : 9 492 voix  (dans la circonscription)

À Draguignan (2nd tour) :
- Clemenceau : 629 voix
- Jourdan : 1 093 voix

Joseph Jourdan est élu député de la 1re circonscription du Var.

### Seconde Guerre mondiale et Quatrième République (1940-1958)

#### L'Occupation
Le 11 décembre 1940, le conseil municipal de Draguignan est suspendu par un décret du maréchal Pétain, qui nomme en substitution une « délégation spéciale » composée de 4 membres et d'un président, Fernand Escullier, professeur retraité de l'école normale d'instituteurs. Escullier est officiellement nommé maire le 10 février 1941, et rebaptise certains lieux publics : ainsi le collège Ferrié est nommé collège Général-Ferrié, et l'avenue Jaurès devient avenue du maréchal Pétain.
La ville est libérée le 16 août 1944 (dans le quartier St Léger, il y a la rue du 16 août) par l'action conjointe des parachutistes du 551e bataillon d'infanterie américain et des FFI. Fernand Escullier, qui avait eu un comportement correct durant l'Occupation, n'est pas inquiété.
Joseph Collomp, assigné à résidence durant l'Occupation, devient chef de la commission spéciale instituée par la Résistance pour gérer la ville, ce du 18 août 1944 au 18 mai 1945.

#### La Quatrième République
- S'agissant des maires de 1946 à 1958, se reporter à :

- Bertin Bousquié (SFIO) est maire de 1948 à 1953.
- Antoine Favro (SFIO) est maire de 1953 à 1959.

### La Cinquième République, de 1958 à 1983
Référendum sur les institutions de la Ve République
- Participation : -- % ; Abstention : -- %  (rappel taux national de participation : 80,63 %, et d'abstention : 19,37 %)
- OUI : -- % (rappel taux national : 82,60 %)
- NON : -- % (rappel taux national : 17,40 %)

Élections municipales de 1959
Antoine Favro décède brusquement en 1959.  La SFIO fait appel à Edouard Soldani, qui était alors militant socialiste aux Arcs et sénateur depuis 1946, pour conduire la liste de gauche non communiste aux élections. Au second tour, sa liste l'emporte, face à une liste communiste et une liste de droite modérée.
Référendum du 8 janvier 1961 sur l'autodétermination en Algérie (1er référendum)
- Inscrits : 8 191 inscrits à Draguignan
- Votants : 6 500 en 5 bureaux de vote
- Suffrages exprimés : 6 295
- OUI : 4 842 voix
- NON : 1 453 voix

Référendum du 8 avril 1962 concernant la ratification des Accords d'Evian (2nd référendum)
- Inscrits : 8 245
- Votants : 6 570 en 5 bureaux de vote
- Suffrages exprimés : 6 253
- OUI : 5 372
- NON : 881

Référendum du 28 octobre 1962 concernant l'élection au suffrage universel du président de la République
- Inscrits : 8 736
- Votants :  6 890 en 5 bureaux de vote
- Suffrages exprimés : 6 646
- OUI : 3 645
- NON : 3 001

Élections législatives de 1962
- 1er tour (18 novembre 1962) dans la 1re circonscription du Var
  - Inscrits à Draguignan  : 8 531 (total circonscription : 64 447 inscrits)
  - Votants : 6 171 en 7 bureaux de vote (total circonscription : 44 661 votants)
  - Suffrages exprimés : 5 944 (total circonscription : 43 348 exprimés)
  - Bartolini (PCF) : 983 voix (total circonscription : 12 112 voix)
  - Pierre Gaudin (SFIO) : 1 424 voix (total circonscription : 12 609 voix)
  - Bonnet (UNR) : 1 734 voix (total circonscription : 9 656 voix)
  - Travers (RI) : 457 voix (total circonscription : 1 949 voix)
  - German (CNI) : 1 346 voix (total circonscription : 7 562 voix)
- 2d tour (25 novembre 1962) dans la 1re circonscription du Var
  - Inscrits à Draguignan : 8 731 (total circonscription : 63 991)
  - Votants : 6 571 en 7 bureaux de vote (total circonscription : 46 807)
  - Suffrages exprimés : 6 233 (total circonscription : 45 007)
  - Bartolini (PCF) : 427 voix (total circonscription : 3 204)
  - Pierre Gaudin (SFIO) : 2 711 voix (total circonscription : 25 398)
  - Bonnet (UNR) : 3 095 voix (total circonscription : 16 405)

Si M. Bonnet obtient la majorité relative des voix à Draguignan, dans la circonscription il est devancé par M. Pierre Gaudin, maire du Luc.
Élections municipales de 1965
En 1965, Edouard Soldani est facilement élu au premier tour face à une liste de droite conduite par son ancien premier adjoint, Edouard Clair et le Dr Angelin German.
Élection présidentielle de décembre 1965
- 1er tour (5 décembre 1965)[10]
  - Charles de Gaulle : ---- voix, soit -- % des suffrages locaux exprimés (rappel taux national : 44,19 %)
  - François Mitterrand : ---- voix, soit -- % des suffrages locaux exprimés (rappel taux national : 31,40 %)
  - Jean Lecanuet : ---- voix, soit -- % des suffrages locaux exprimés (rappel taux national : 15,41 %)
  - Jean-Louis Tixier-Vignancour : ---- voix, soit -- % des suffrages locaux exprimés (rappel taux national : 5,14 %)
- 2d tour (19 décembre 1965)[11]
  - Charles de Gaulle : ---- voix, soit -- % des suffrages locaux exprimés (rappel taux national : 55,20 %)
  - François Mitterrand : ---- voix, soit -- % des suffrages locaux exprimés (rappel taux national : 44,80 %)

Élections législatives de 1967
Élections législatives de juin 1968
Référendum du 27 avril 1969 sur la réforme du Sénat et la régionalisation
- Inscrits : 10 965
- Votants : 9 053 sur 7 bureaux de vote
- Suffrages exprimés : 8 786
- OUI : 3 847
- NON : 4 939

Élection présidentielle de 1969
- 1er tour (1er juin 1969)
  - Inscrits : 11 043
  - Votants : 8 737 sur 7 bureaux de vote
  - Suffrages exprimés : 8 587
  - G. Pompidou : 3 605 voix
  - A. Poher : 2 092 voix
  - J. Duclos : 1 357 voix
  - G. Defferre : 946 voix
- 2d tour (15 juin 1969)
  - Inscrits : 11 034
  - Votants : 8 512 sur 7 bureaux de vote
  - Suffrages exprimés : 7 894
  - G. Pompidou : 4 097 voix
  - A. Poher : 3 797 voix

Élections municipales de 1971E. Soldani est à nouveau élu dès le premier tour.
Élections législatives de 1973
- 1er tour (4 mars 1973) :
  - inscrits : 12 249
  - votants : 10 073
  - suffrages exprimés : 9 677
  - G. Guigou (PCF): 1 492 voix à Draguignan (soit % des suffrages exprimés) (rappel taux national : )
  - G. Boisgibault (PSU) : 383 voix à Draguignan (soit % des suffrages exprimés) (rappel taux national : )
  - P. Gaudin (PS) : 3 441 voix à Draguignan (soit % des suffrages exprimés) (rappel taux national : )
  - A. Caufment (URP/UDR) : 1 068 voix à Draguignan (soit % des suffrages exprimés) (rappel taux national : )
  - Y. Michel (R. I.) : 2 264 voix à Draguignan (soit % des suffrages exprimés) (rappel taux national : )
  - M. Couillot (mouvement réformateur) : 1 029 voix à Draguignan (soit % des suffrages exprimés) (rappel taux national : )

- 2d tour (11 mars 1973) :
  - inscrits : 12 235
  - votants : 10 113
  - suffrages exprimés : 9 613
  - P. Gaudin (PS) : 5 260 voix (soit % des suffrages exprimés) (rappel taux de P. Gaudin dans la circonscription : 38 102 voix soit %)
  - Y. Michel (R.I.) : 4 353 voix (soit % des suffrages exprimés) (rappel taux  de Y. Michel dans la circonscription : 24 970 voix soit %)

Élection présidentielle de 1974
- 1er tour (5 mai 1974)[12]
  - François Mitterrand : 4 733 voix, soit 44,83 % des suffrages locaux exprimés (rappel taux national : 43,25 %)
  - Valéry Giscard d'Estaing : 3 919 voix, soit 37,12 % des suffrages locaux exprimés (rappel taux national : 32,60 %)
  - Jacques Chaban-Delmas : 1 087 voix, soit 10,29 % des suffrages locaux exprimés (rappel taux national : 15,11 %)
  - Arlette Laguiller : 209 voix, soit 1,97 % des suffrages locaux exprimés (rappel taux national : 2,33 %) - Rappel : il n'y avait pas de candidat communiste en raison de l'Union de la gauche autour de F. Mitterrand
- 2d tour (19 mai 1974)[13]
  - Valéry Giscard d'Estaing : 5 542 voix, soit 50,44 % des suffrages locaux exprimés (rappel taux national : 50,81 %)
  - François Mitterrand : 5 445 voix, soit 49,55 % des suffrages locaux exprimés (rappel taux national : 49,19 %)

Élections municipales de 1977E. Soldani est élu, pour la troisième fois consécutive, dès le premier tour.
Élections législatives de 1978
Élections européennes de 1979
Élection présidentielle de 1981
- 1er tour (26 avril 1981)[14]
  - François Mitterrand : 3 891 voix, soit 29,65 % des suffrages locaux exprimés (rappel taux national : 25,85 %)
  - Valéry Giscard d'Estaing : 4 041 voix, soit 30,80 % des suffrages locaux exprimés (rappel taux national : 28,32 %)
  - Jacques Chirac : 2 042 voix, soit 15,56 % des suffrages locaux exprimés (rappel taux national : 18,00 %)
  - Georges Marchais : 1 554, soit 11,84 % des suffrages locaux exprimés (rappel taux national : 15,35 %)
- 2d tour (10 mai 1981)[15]
  - François Mitterrand : 6 990 voix, 50,91 % des suffrages locaux exprimés (rappel taux national : 51,76 %)
  - Valéry Giscard d'Estaing : 6 740 voix, soit 49,09 % des suffrages locaux exprimés (rappel taux national : 48,24 %)

Élections législatives de juin 1981
Élections cantonales des 14 et 21 mars 1982

## Le temps des incertitudes politiques entre Gauche et Droite (1983-1986)

### Modification de la sociologie dracénoise et nouvelle donne politique
- L'École de l'artillerie ouvre ses portes en 1976 ; elle fait venir à Draguignan de nombreux militaires qui votent traditionnellement à droite ;
- Les nombreux rapatriés ou retraités qui se sont installés à Draguignan dans les années 1960-70 votent aussi à droite dans leur majorité ;
- Deux ans après l'élection de François Mitterrand à la présidence de la République, le parti socialiste est critiqué et contesté : à gauche par le parti communiste, qui lui reproche d'être « trop bourgeois », par la droite qui profite de la crise économique et de l'échec du plan de relance de 1981 ainsi que du plan de rigueur[16] de juin 1982.

### Élections municipales de mars 1983
La liste d'union de la Gauche PS-PCF (Soldani-Nardini) obtient 50,45 % des suffrages exprimés au second tour. La droite, menée par Jean-Paul Claustres, hurle à la fraude électorale et saisit la juridiction administrative en annulation du scrutin.  Le 13 janvier 1984, le Conseil d'État annule le scrutin de 1983 pour cause de fraude électorale. Un nouveau scrutin a donc lieu.

### Élections municipales partielles de février 1984
La nouvelle campagne électorale s'ouvre dans une atmosphère passionnée et « électrique ».
Le 22 février 1984, entre les deux tours de l'élection municipale, Edouard Soldani est victime d'un attentat. Cette affaire a un gros retentissement car les medias nationaux s'étaient focalisés sur cette élection et sur celle de La Seyne-sur-Mer qui se déroulaient dans un contexte particulièrement tendu, avec un reflux électoral du parti socialiste trois ans à peine après l'élection de François Mitterrand à la présidence de la République. Alors qu'il circulait dans sa voiture de fonction, Édouard Soldani reçoit une décharge de fusil de chasse dans l'épaule, tirée par des inconnus postés au bord de la route sous le pont d'Aups. Hospitalisé à Marseille, grièvement blessé, il apprend trois jours après sa défaite aux élections face à la liste menée par Jean-Paul Claustres. Cette affaire n'a jamais été élucidée. Edouard Soldani s'est alors retiré de la vie politique et les divers élus locaux ne l'ont plus cité qu'avec parcimonie.
Cette tentative d'attentat n'empêche pas la liste Claustres d'obtenir 51,03 % des suffrages. La perte de la mairie par Soldani et le « basculement à droite » de Draguignan se joue sur 316 voix d'écart, soit 1,78 % des inscrits.

### Élections européennes de 1984
- Inscrits : 18 313 voix
- Votants : 11 679 voix
- Suffrages exprimés : 11 361 voix
- Liste PCF (G. Marchais) : 919 voix
- Liste PS (L. Jospin) : 2 818 voix
- Liste UDF-RPR (S. Veil) : 4 708 voix
- Liste FN (Le Pen) : 1 802 voix

### L'intermède Claustres (1984-1986)
La liste menée par Jean-Paul Claustres avait été élue sur un programme visant à « dynamiser » la ville de Draguignan.
Dans les mois qui suivent l'élection, des engagements financiers très importants sont pris.  Ainsi, une association est créée, « Draguignan promotion », qui bénéficie de fortes subventions de la ville.
Or entre 1984 et 1986, donc en deux années de mandat, la dette de la ville, jusque-là minime, environ—millions de « francs 1984 » (environ—millions d'euros 2010, compte tenu de l'inflation), passe à -- millions de francs (environ—millions d'euros 2010) [réf. nécessaire].
Par ailleurs, la nouvelle municipalité ne prend pas en compte des dépenses prévues et obligatoires, mais non budgétées par la précédente équipe Soldani.
Plusieurs conseillers municipaux démissionnent.
La situation se tend ; des accusations de malversations sont émises ; on accuse le maire, certains de ses adjoints, ou encore des amis politiques ou des milieux interlopes de Toulon, Cannes et Nice[réf. nécessaire], d'avoir contribué à détourner de l'argent ou du matériel de la mairie à leur profit personnel (il convient de signaler qu'aucune preuve ne fut jamais apportée).
Un Comité de Défense des Contribuables Dracénois (Codécod) est créé.
Lorsque des adjoints démissionnent et viennent alimenter la rumeur de détournements, la ville devient ingérable sur le plan administratif et politique.
Le gouvernement, saisi par le préfet du Var, ordonne alors la dissolution du conseil municipal.
De nouvelles élections ont lieu et voient la victoire de Max Piselli.
Une plainte avec constitution de partie civile est déposée devant le doyen des juges d'instruction du TGI de Draguignan. Malheureusement, l'instruction judiciaire ne permet pas de faire la lumière sur les soupçons de fraude.  En effet, d'une part de nombreuses personnes refusent de répondre aux questions des policiers et du juge, soit parce qu'elles étaient soupçonnées d'avoir profité des détournements et qu'elles ne voulaient pas témoigner contre elles ou leurs amis, soit parce qu'elles avaient peur pour leur sécurité ou leur emploi (exemple : personnel municipal) ; d'autre part de nombreux documents ont mystérieusement disparu ou sont demeurés introuvables (par exemple la comptabilité de « Draguignan promotion »).
L'instruction se conclut par un non-lieu général en 1990, faute de preuves.
Dans son livre « L'art de la politique sur les bords de la Méditerranée expliqué aux incrédules » (2000), Jean-Paul Claustres a donné son opinion et sa version sur son échec. Ce dernier est dû, selon lui, principalement au fait que son équipe a donné quitus, courant mars 1983, à la gestion antérieure de l'équipe Soldani.  Or dans le budget élaboré fin 1982 pour 1983 se trouvaient des bombes à retardement : de nombreuses dépenses obligatoires devaient être engagées et n'étaient pas budgétées. Par ailleurs, le conseil général (encore tenu par Soldani) a demandé le paiement de dettes anciennes qui avaient été bizarrement « oubliées » antérieurement. Le trou budgétaire a alors enflé, « plombant » les finances de la ville de manière automatique et inexorable.  Par ailleurs, certains colistiers ont pu, par leur comportement, porter préjudice à l'équipe tout entière ou se montrer d'une naïveté confinant à la négligence, ce qui en politique ne pardonne pas.  Traqué par les socialistes qui ne lui pardonnaient pas d'avoir mis à terre le « vieux lion » Soldani, peu soutenu par une élite commerçante dracénoise qui lui savait gré de l'avoir débarrassée des socialistes mais qui ne lui pardonnait pas ses origines niçoises, enfin lâchement et totalement « lâché » par les instances locales du RPR qui voulaient entretenir de bonnes relations avec François Léotard, alors ministre de la culture et maire UDF de Fréjus, il avait été dans l'incapacité de maintenir la cohésion d'une équipe disparate qui devait faire face à des difficultés qu'elle n'avait pas envisagées.

## Depuis 1986: une vie politique globalement dominée par la Droite

### Élections législatives du 16 mars 1986[19]
- Inscrits : 18 892
- Votants : 15 436
- Suffrages exprimés : 14 868
- Liste Santucci (parti des travailleurs): 65 voix  (soit 0,44 % des suffrages exprimés sur Draguignan - Taux département : 0,39 %)
- Liste De March (PCF) : 899 voix (soit 6,05 % des suffrages exprimés sur Draguignan - Taux département : 10,31 %)
- Liste Goux (PS) : 4 192 voix (soit 28,19 % des suffrages exprimés sur Draguignan - Taux département : 24,14 %)
- Liste Léotard (UDF) : 4 880 voix  (soit 32,82 % des suffrages exprimés sur Draguignan - Taux département : 33,54 %)
- Liste Couve (RPR) : 1 501 voix (soit 10,10 % des suffrages exprimés sur Draguignan - Taux département : 11,94 %)
- Liste Niccoletti (sans étiquette) : 1 026 voix (soit 6,90 % des suffrages exprimés sur Draguignan - Taux département : 1,70 %)
- Liste Piat (FN) : 2 196 voix (soit 14,77 % des suffrages exprimés sur Draguignan - Taux département : 17,12 %)
- Liste Mamy (PFN) : 109 voix (soit 0,01 % des suffrages exprimés sur Draguignan - Taux département : 0,85 %)

### Élections régionales du 16 mars 1986
- Inscrits : 18 880
- Votants : --
- Suffrages exprimés : --
- Liste Pizzole (Les Verts): -- voix (soit 2,55 % des suffrages exprimés sur Draguignan - Taux département : 2,33 %)
- Liste Cèze (PCF) : 791 voix (soit 6,07 % des suffrages exprimés sur Draguignan - Taux département : 10,43 %)
- Liste Dieux (PS) : 3 581 voix (soit 24,47 % des suffrages exprimés sur Draguignan - Taux département : 22,93 %)
- Liste Léotard (UDF) : 4 022 voix (soit 30,86 % des suffrages exprimés sur Draguignan - Taux département : 34,03 %)
- Liste Laurin (RPR) : 1 237 voix (soit 9,49 % des suffrages exprimés sur Draguignan - Taux département : 10,48 %)
- Liste Niccoletti (sans étiquette) : 1 176 voix (soit 9,02 % des suffrages exprimés sur Draguignan - Taux département : 2,40 %)
- Liste Piat (FN) : 1 785 voix (soit 13,69 % des suffrages exprimés sur Draguignan - Taux département : 16,42 %)
- Liste Mamy (PFN) : 109 voix (soit 0,84 % des suffrages exprimés sur Draguignan - Taux département : 0,99 %)

### Élections municipales partielles de novembre 1986
- Les proches d'Édouard Soldani se déchirent à l'occasion des élections municipales partielles de 1986, à la suite de la démission de la majorité des membres de l'équipe de M. Claustres.
- Des élections municipales partielles ont lieu en les 23 et 30 novembre 1986, quelques jours avant le mouvement social appelé "Grèves des lycéens contre le projet Devaquet". Au deuxième tour, les deux listes de gauche totalisent 6 624 voix contre 6 071 voix pour M. Piselli : concrètement, si elles avaient réussi à trouver un compromis, elles auraient remporté la mairie.

### Élection présidentielle de 1988
- 1er tour (24 avril 1988)[20]
  - François Mitterrand : 4 710 voix, soit 30,59 % des suffrages locaux exprimés (rappel taux national : 34,11 %)
  - Jacques Chirac : 2 930 voix, soit 19,03 % des suffrages locaux exprimés (rappel taux national : 19,96 %)
  - J-Marie Le Pen : 3 482 voix, soit 22,61 % des suffrages locaux exprimés (rappel taux national : 14,38 %)
  - Raymond Barre : 2 457 voix, soit 15,96 % des suffrages locaux exprimés (rappel taux national : 16,54 %)
- 2e tour (8 mai 1988)[21]
  - François Mitterrand : 7 574 voix, soit 47,58 % des suffrages locaux exprimés (rappel taux national : 54,02 %)
  - Jacques Chirac : 8 344 voix, soit 52,41 % des suffrages locaux exprimés (rappel taux national : 45,98 %)

### Élections municipales de 1989
En 1989, M.Piselli est élu maire dès le premier tour, obtenant 51,92 % des suffrages. À cette élection, sur une population électorale qui ne varie quasiment pas entre 1986 et 1989, le FN passe de 1 083 voix à 1 526 voix, soit une progression de 40 % en trois ans.

### Référendum du 20 septembre 1992 sur le Traité de Maastricht
- Participation : -- % ; Abstention : -- %  (rappel taux national de participation : 69,70 %, et d'abstention : 30,30 %)
- Oui : -- % (rappel taux national : 51,04 %)
- Non : -- % (rappel taux national : 48,96 %)

### Élection présidentielle de 1995
- 1er tour (23 avril 1995)[22]
  - Jacques Chirac : 3 262 voix, soit 20,31 % des suffrages locaux exprimés (rappel taux national : 20,84 %)
  - Lionel Jospin : 3 355 voix, soit 20,89 % des suffrages locaux exprimés (rappel taux national : 23,30 %)
  - Édouard Balladur : 3 077 voix, soit 19,16 % des suffrages locaux exprimés (rappel taux national : 18,58 %)
  - Jean-Marie Le Pen : 3 339 voix, soit 20,79 % des suffrages locaux exprimés (rappel taux national : 15,00 %)
- 2e tour (7 mai 1995)[23]
  - Jacques Chirac : 9 133 voix, soit 58,61 % des suffrages locaux exprimés (rappel taux national : 52,64 %)
  - Lionel Jospin : 6 449 voix, soit 41,38 % des suffrages locaux exprimés (rappel taux national : 47,36 %)

### Élections municipales de 1995
On pourra utilement se référer à :  
La liste Martin (PS) obtient 7 608 voix (49,98 %), la liste Piselli (UDF-RPR) 6 154 voix (40,43 %) et liste Lalanne (FN) 1 460 voix (9,59 %). M. Martin devient ainsi maire de Draguignan à la faveur de cette triangulaire ; on note que si le Front national n'avait pas constitué de liste, la gauche et la droite auraient été au coude-à-coude.
Christian Martin (PS) est donc maire de 1995 à 2001.

### Référendum du 24 septembre 2000 sur le quinquennat
- Participation : -- % ; Abstention : -- %  (rappel taux national de participation : 30,19 %, et d'abstention : 69,81 %)
- Oui : -- % (rappel taux national : 73,21 %)
- Non : -- % (rappel taux national : 26,79 %)

### Élections municipales des 11-18 mars 2001
La ville vote à Droite en 2001, élisant Max Piselli maire pour la troisième fois. S'agissant des élections municipales de 2001, on se réfèrera à :

### Élection présidentielle de 2002
- 1er tour (21 avril 2002)[24]
  - Jacques Chirac : 3 186 voix, soit 19,67 % des suffrages locaux exprimés (rappel taux national : 19,88 %)
  - Jean-Marie Le Pen : 4 034 voix, soit 24,90 % des suffrages locaux exprimés[25] (rappel taux national : 16,86 %)
  - Lionel Jospin : 2 162 voix, soit 13,35 % des suffrages locaux exprimés (rappel taux national : 16,18 %)
  - François Bayrou : 817 voix, soit 5,04 % des suffrages locaux exprimés (rappel taux national : 6,84 %)
- 2e tour (5 mai 2002)[26]
  - Jacques Chirac :  12 319 voix, soit 72,14 % des suffrages locaux exprimés (rappel taux national : 82,21 %)
  - Jean-Marie Le Pen : 4 756 voix, soit 27,85 % des suffrages locaux exprimés[27]  (rappel taux national : 17,79 %)

### Référendum du 29 mai 2005 sur le Traité établissant une Constitution pour l'Europe
- Participation : -- % ; Abstention : -- %  (rappel taux national de participation : 69,34 %, et d'abstention : 30,66 %)
- Non : -- % (rappel taux national : 54,67 %)
- Oui : -- % (rappel taux national : 45,33 %)

### Élection présidentielle de 2007
- 1er tour (22 avril 2007)[28]
  - Nicolas Sarkozy : 7 866 voix, soit 38,13 % des suffrages locaux exprimés (rappel taux national : 31,18 %)
  - Ségolène Royal : 4 286 voix, soit 20,78 % des suffrages locaux exprimés (rappel taux national : 25,87 %)
  - François Bayrou : 3 175 voix, soit 15,39 % des suffrages locaux exprimés (rappel taux national : 18,57 %)
  - Jean-Marie Le Pen : 2 843 voix, soit 13,78 % des suffrages locaux exprimés (rappel taux national : 10,44 %)
- 2e tour (6 mai 2007)[29]
  - Inscrits : 25 342
  - Votants : 21 114
  - Suffrages exprimés : 20 297
  - Nicolas Sarkozy : 12 864 voix, soit 63,38 % des suffrages locaux exprimés (rappel taux national : 53,06 %)
  - Ségolène Royal : 7 433 voix, soit 36,62 % des suffrages locaux exprimés (rappel taux national : 46,94 %)

### Élections municipales des 9-16 mars 2008
La liste Piselli obtient 44,13 % des suffrages, devançant de peu la liste Martin (42,22 %) ; la liste Pultrini obtient 13,65 % des suffrages.

La ville élit donc encore Max Piselli comme maire. Pour plus de détails, on se réfèrera à : 

### Élection présidentielle d'avril-mai 2012[30]
1er tour
- Inscrits : 26 553
- Votants : 20 677
- Suffrages exprimés : 20 374
- N. Sarkozy : 6 295 voix, soit 30,90 % (rappel taux départemental : 34,78 % ; rappel taux national : 26,99 %)
- M. Le Pen : 5 411 voix, soit 26,56 % (rappel taux départemental : 24,83 % ; rappel taux national : 18,43 %)
- F. Hollande : 4 272 voix, soit 20,97 % (rappel taux départemental : 19,65 % ; rappel taux national : 28,35 %)
- J.L. Mélenchon : 2 112 voix, soit 10,37 % (rappel taux départemental : 9,13 % ; rappel taux national : 11,01 %)
- F. Bayrou : 1 336 voix, soit 6,56 % (rappel taux départemental : 6,66 % ; rappel taux national : 9,16 %)
- E. Joly : 340 voix, soit 1,67 % (rappel taux départemental : 1,89 % ; rappel taux national : 2,24 %)
- N. Dupont-Aignan : 326 voix, soit 1,60 % (rappel taux départemental : 1,63 % ; rappel taux national : 1,81 %)
- P. Poutou : 186 voix, soit 0,91 % (rappel taux départemental : 0,87 % ; rappel taux national : 1,18 %)
- N. Arthaud : 64 voix, soit 0,31 % (rappel taux départemental : 0,35 % ; rappel taux national : 0,58 %)
- J. Cheminade : 32 voix, soit 0,16 % (rappel taux départemental : 0,21 % ; rappel taux national : 0,25 %)

Aucun bureau de vote n'a placé François Hollande en tête.
Six bureaux de vote sur 25 ont placé Marine Le Pen en tête des suffrages (bureaux n°2 « Résidence personnes âgées », n°3 « Office du tourisme », n°13 « Ecole Marcel Pagnol », n°14 « Collège Ferrié », n°22 « Maternelle Jacques Brel » et n°24 « Ecole Jean Zay I »).
Les 19 autres bureaux de vote ont placé Nicolas Sarkozy en tête des suffrages exprimés.
2e tour
- Inscrits : 26 547
- Votants : 21 018
- Suffrages exprimés : 19 925
- N. Sarkozy : 12 368 voix, soit 62,07 % (rappel taux départemental :  % ; rappel taux national :  %)
- F. Hollande : 7 557 voix, soit 37,93 % (rappel taux départemental :  % ; rappel taux national :  %)

La totalité des 25 bureaux de vote a donné une majorité absolue de voix en faveur de Nicolas Sarkozy.
Le bureau où les électeurs ont le plus voté pour François Hollande est le bureau n°3 (Office du tourisme) : Sarkozy (50,51 %) devance de peu Hollande (49,49 %). Le bureau où les électeurs ont le plus voté pour Nicolas Sarkozy est le bureau n°19 (Ecole primaire Jacques Brel) : Sarkozy (68,67 %) bat nettement Hollande (31,33 %).

### Élections législatives des 10 et 17 juin 2012
Draguignan fait partie de la huitième circonscription du Var.
Gauche
À l'issue de primaires au sein du PS local, M. Bernard Clap, maire de Trigance, est désigné comme étant le représentant du PS pour la circonscription.
Il ouvre sa permanence dans la rue Frédéric Mireur.
Droite
À droite, courant octobre-novembre 2011, un match débute entre Olivier Audibert-Troin, premier adjoint du maire de Draguignan, et François Cavallier, professeur agrégé de philosophie (en disponibilité), conseiller général de Fayence et maire de Callian.
Or le 20 décembre 2011, Max Piselli, maire de Draguignan, indique aux médias locaux et à ses proches soutiens qu'il souhaite se lancer dans la course à l'investiture pour les législatives. Ce coup d'éclat totalement inattendu conduit, entre le 20 et le 23 décembre, à une « semi-rupture » entre les deux hommes, M. Piselli invoquant « son droit de citoyen à se présenter devant les électeurs », et M. Audibert manifestant sa déception et sa colère devant la « traîtrise » de son collègue qui codirige la mairie avec lui depuis 2001. Une lutte sourde oppose les deux hommes et leurs entourages respectifs pour l'investiture donnée par l'UMP le 11 janvier 2012,.
Coup de théâtre le 11 janvier 2012 : le Bureau politique de l'UMP décide de ne pas choisir entre les deux rivaux et de faire réaliser un sondage. Celui-ci, effectué durant la seconde quinzaine de janvier 2012 et indiquant que M. Audibert est plus connu que M. Piselli dans la circonscription, conduit l'UMP à investir O. Audibert-Troin au lieu du maire. Toutefois Max Piselli, en rupture avec la décision parisienne, décide de se présenter en candidat libre, sans le soutien de l'UMP, prenant François Cavallier comme suppléant.
Courant mars 2012, les deux candidats de droite ouvrent chacun leur permanence électorale : M. Piselli au boulevard Jean Jaurès ; O. Audibert dans la rue Pierre Clément, les deux permanences étant à 100 m l'une de l'autre.
Olivier Audibert décide de prendre comme suppléant Jean-Pierre Bottéro, maire de Montauroux et président de la Communauté de communes du Pays de Fayence.
Pierre Jugy, maire de Tourtour, sans étiquette, déclare sa candidature, sa suppléante étant le médecin urgentiste France Sannino.
Geneviève Blanc, qui réside à La Verdière, représente le Front National.
Courant avril 2012, trois autres candidats de droite annoncent leur candidature : Thierry Gabet (Parti radical), Alain Vigier (Debout la République) et Marc-Henri Fiaschi (Mouvement pour la France).
République solidaire ne présente aucun candidat.
Résultats du 1er tour
Résultats du 2d tour

### Élections municipales des 23 et 30 mars 2014
Déclarations de candidatures
- En décembre 2012, le Front National investit Mme Valéria Vecchio[36]
- Le 1er juin 2013, M. Richard Strambio, adjoint au maire de Draguignan chargé de la culture et du patrimoine culturel, annonce qu'il présentera une liste intitulée « Draguignan au cœur », dont les thèmes de campagne centraux seront la protection et la mise en valeur du patrimoine culturel de la ville et la promotion du tourisme[37].
- Le 6 juillet 2013, M. Olivier Audibert-Troin, premier-adjoint au maire de Draguignan et député de la 8e circonscription du Var, annonce qu'à la suite de son investiture par le siège national de l'UMP, il présentera une liste de « large ouverture » composée notamment de « personnalités connues de tous les Dracénois »[38]. M. Audibert explique que sa campagne sera axée sur la rénovation du centre-ville de la commune et la création d'une base de loisirs (base nature) à la Foux et d'un grand centre nautique. Il est soutenu dans sa démarche par son ancien rival, Max Piselli.
- En septembre 2013, le Parti socialiste investit M. Patrick Séror.

Campagne électorale et programmes respectifs
Résultats du 1er tour
- Inscrit s: 25 362
- Votants : 17 105
- Exprimés : 16 776
- Abstentions : 32,56 %
- M. Olivier Audibert-Troin candidat UMP soutenu par l'UDI obtient 5 685 voix soit 33,88 % des suffrages
- M. Richard Strambio candidat SE obtient 4 987 voix soit 29,72 % des suffrages
- Mme Valéria Vecchio candidate FN obtient 3 809 voix soit 22,7 % des suffrages
- M. Patrick Seror candidat PS obtient 1 442 voix soit 8,59 % des suffrages
- M. Patrice Decorte candidat Front de Gauche - NPA obtient 614 voix soit 3,65 % des suffrages
- M. Abdelkader Bouzaboune candidat SE obtient 239 voix soit 1,42 % des suffrages
- À l'issue de ce 1er tour, Draguignan connaît une triangulaire avec : M. Olivier Audibert-Troin (UMP-UDI), M. Richard Strambio (SE) et Mme Valéria Vecchio (FN).

Résultats du 2d tour
- Inscrits : 25 362
- Votants : 17 968
- Exprimés : 17 506
- Abstentions : 29,15 %
- La liste de M. Richard Strambio (SE) l'emporte avec 8 395 voix soit 47,95 % des suffrages ; il obtient la majorité du conseil municipal avec 29 sièges ;
- La liste de M. Olivier Audibert-Troin (UMP et UDI) obtient 6 356 voix soit 36,3 % des suffrages ; il dispose de 7 sièges au conseil municipal ;
- La liste de Mme Valéria Vecchio (FN), obtient 2 755 voix soit 15,73 % des suffrages ; sa liste dispose de 3 sièges au conseil municipal.

En 2015, le groupe FN fait scission : d'un côté M. Macke et une élue ; d'un autre côté Mme Valeria Vecchio.

## Compléments